# 7441 Láska
7441 Láska eller 1995 OZ är en asteroid i huvudbältet som upptäcktes den 30 juli 1995 av de båda tjeckiska astronomerna Miloš Tichý och Jana Tichá vid Kleť-observatoriet. Den är uppkallad efter den tjeckiska astronomen Václav Láska.